# Focke-Achgelis Fa 330
Focke-Achgelis FA 330 Bachstelze (chim chìa vôi) là một loại máy bay lên thẳng của Đức.

## Tính năng kỹ chiến thuật
Dữ liệu lấy từ 
Đặc tính tổng quan
- Kíp lái: 1
- Chiều dài: 4,42 m (14 ft 6 in)
- Trọng lượng rỗng: 68 kg (150 lb)
- Đường kính rô-to chính:  7,32 m (24 ft 0 in)
- Diện tích rô-to chính: 42 m2 (450 foot vuông)

Hiệu suất bay
- Vận tốc cực đại: 40 km/h (25 mph; 22 kn) on tow
- Vận tốc có thể điều khiển nhỏ nhất: 27 km/h (17 mph; 15 kn) on tow